# Tormenta ígnea

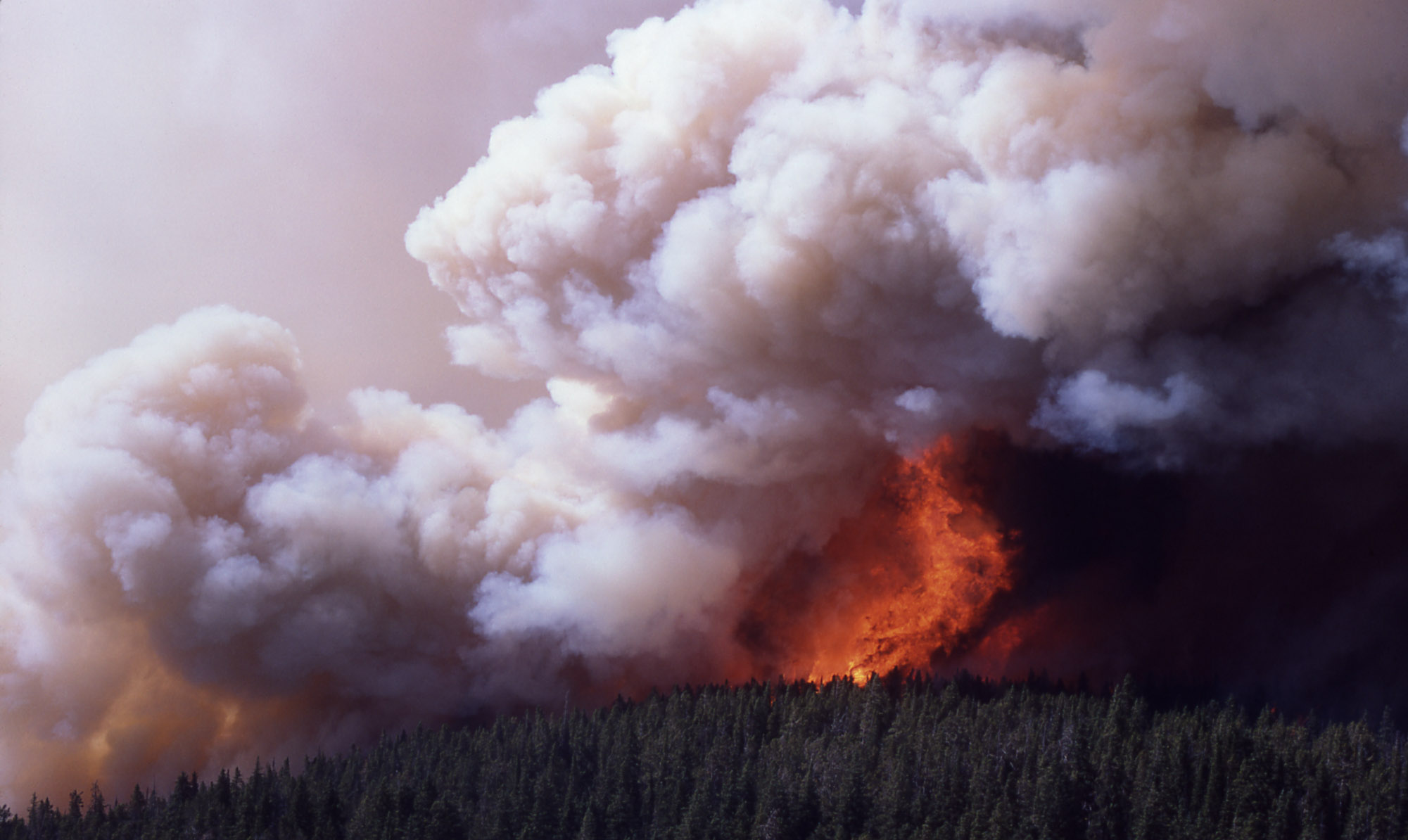
Tormenta ígnea durante un incendio en el Parque nacional Yellowstone.

Una tormenta ígnea es una conflagración de gran intensidad que es capaz de crear y mantener su propio sistema de vientos. Suele ser un fenómeno natural, formado durante los mayores incendios forestales,  pero también se ha documentado su aparición en otros escenarios, por ejemplo, en incendios urbanos tras bombardeos con bombas incendiarias.

## Mecanismo de las tormentas ígneas
Cuando un área se incendia, el aire que está sobre esta se vuelve extremadamente caliente y sube rápidamente. El aire frío que se encuentra al nivel del suelo en el área circundante se apresura a ocupar el vacío dejado por el aire en ascenso, creando fuertes vientos que ventilan más las llamas agitándolas y proveyéndolas de más oxígeno. Esto crea una tormenta ígnea, que se mantiene sola con temperaturas que llegan a más de 2000 °C, alimentada por el constante flujo de oxígeno.
Los experimentos con fuegos de prueba han mostrado que las tormentas ígneas pueden crear vórtices de fuego que se mueven rápidamente y pueden distribuir el fuego más allá del área del fuego original. Los vientos en algunos de estos vórtices pueden alcanzar fuerzas tornádicas, efectivamente creando un tornado ígneo. Estos potentes tornados pueden complicar los trabajos de los bomberos que combaten el fuego.
Una tormenta ígnea extremadamente grande puede incluso crear su propio sistema ambiental, inyectando aire hacia adentro y creando climas parecidos a tormentas eléctricas que tienden a ayudar al extendimiento de las llamas.

## Tormentas ígneas en ciudades
Los mismos principios físicos de la combustión pueden también aplicarse a estructuras creadas por el hombre como las ciudades.

### Incendios
Se cree que las tormentas ígneas han sido parte del mecanismo de grandes fuegos urbanos como el Gran incendio de Roma, el Gran incendio de Londres, el Gran incendio de Chicago, y el fuego resultante del Terremoto de San Francisco de 1906.

### Bombardeos
Las bombas lanzadas por los bombardeos aéreos, una de las tácticas principales de la Segunda Guerra Mundial, incendiaron muchas ciudades por su capacidad explosiva. Ciudades como Hamburgo (véase Operación Gomorra), Dresde (véase Bombardeo de Dresde), Tokio (véase Bombardeo de Tokio), Londres, Varsovia, Kassel, Darmstadt, Stuttgart, entre otras, resultaron con severos daños a causa de los siniestros que los bombardeos causaban.
Los bombardeos de fuego, utilizados en el mismo conflicto, consistían en soltar grandes cantidades de poderosos explosivos hacia las ciudades enemigas para incendiarlas y destruirlas sistemáticamente. En buena parte de estos ataques, se lanzaban objetos inflamables para hacer al ataque más rápido y efectivo. Las ciudades de Dresde (Alemania) y Tokio (Japón), fueron las principales víctimas de estos ataques, quedando gran parte de sus habitantes quemados. Se dice que en el Bombardeo de Dresde, las personas se derretían e incendiaban en las condiciones de horno resultantes, mientras que Tokio unas 60 000 personas se quemaron vivas.
Las armas nucleares tienen también muchas posibilidades de crear tormentas ígneas en áreas urbanas. Estos fenómenos fueron responsables de gran parte de la destrucción de Hiroshima y Nagasaki. (Ver efectos de las armas nucleares)